# Detritivora breves
Detritivora breves is een vlindersoort uit de familie van de prachtvlinders (Riodinidae), onderfamilie Riodininae.
Detritivora breves werd in 2002 beschreven door Harvey & J. Hall.